# Inde aux Jeux olympiques d'été de 1932

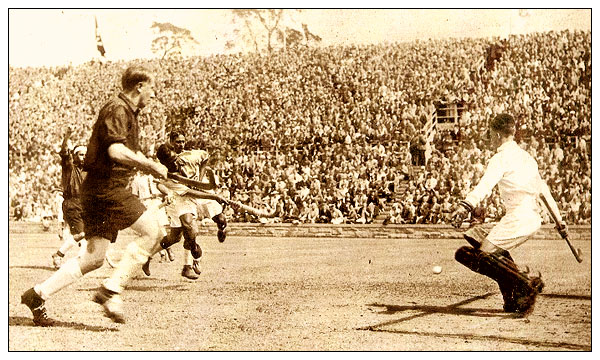
l'équipe indienne de hockey sur gazon affronte l'équipe américaine en 1932 à Los Angeles

L'Inde participe aux Jeux olympiques d'été de 1932 qui se déroulent du 30 juillet au 14 août 1932 à Los Angeles aux États-Unis. Il s'agit de sa cinquième participation à des Jeux d'été. La délégation indienne est représentée par deux athlètes en hockey sur gazon, natation et en athlétisme. Lal Shah Bokhari, sélectionné en hockey sur gazon est le porte-drapeau du pays lors des cérémonies d'ouverture et de clôture de ces Jeux qui ont lieu au sein du Los Angeles Memorial Coliseum.
L'Inde fait partie des pays qui remportant une médaille d'or au cours de cet évènement sportif dont le format est revu, passant à une durée moindre de seize jours.

## Athlétisme
Courses
| Athlète                                                     | Épreuve                        | Séries   | Séries         | Quart de finale | Quart de finale | Demi-finale | Demi-finale        | Finale   | Finale |
| Athlète                                                     | Épreuve                        | Résultat | Rang           | Résultat        | Rang            | Résultat    | Rang               | Résultat | Rang   |
| ----------------------------------------------------------- | ------------------------------ | -------- | -------------- | --------------- | --------------- | ----------- | ------------------ | -------- | ------ |
| Bunoo Sutton                                                | 100 m                          | 11 s 40  | 4e (E)         | NC              | NC              | NC          | NC                 | NC       | NC     |
| Ronald Vernieux                                             | 100 m                          | 11 s 00  | 4e (E)         | NC              | NC              | NC          | NC                 | NC       | NC     |
| Ronald Vernieux                                             | 200 m                          | 22 s 80  | 4e (E)         | NC              | NC              | NC          | NC                 | NC       | NC     |
| Bunoo Sutton                                                | 110 m haies                    | 15 s 10  | 3e de sa série | NC              | NC              | ???         | 4e de sa série (E) | NC       | NC     |
| Dickie Carr Mehar Chand Dhawan Bunoo Sutton Ronald Vernieux | Relais 4 × 400 mètres masculin | 43 s 7   | 5e (E)         | NC              | NC              | NC          | NC                 | NC       | NC     |

Concours
| Athlète            | Épreuve     | Qualification | Qualification | Finale   | Finale |
| Athlète            | Épreuve     | Distance      | Rang          | Distance | Rang   |
| ------------------ | ----------- | ------------- | ------------- | -------- | ------ |
| Mehar Chand Dhawan | Triple saut | -             | -             | 13.66    | 14e    |

## Hockey sur gazon
Membres de l'équipe :
| - Richard Allen - Muhammad Aslam - Lal Bokhari (Capitaine) - Frank Brewin - Richard Carr - Dhyan Chand - Leslie Hammond - Arthur Hind | - Sayed Jaffar - Masud Minhas - Broome Pinniger - Gurmit Singh Kullar - Roop Singh - William Sullivan - Carlyle Tapsell |

| Equipes    | MJ | V | N | D | BP | BC | +/- |
| ---------- | -- | - | - | - | -- | -- | --- |
| Inde       | 2  | 2 | 0 | 0 | 35 | 2  | +33 |
| Japon      | 2  | 1 | 0 | 1 | 10 | 13 | −3  |
| États-Unis | 2  | 0 | 0 | 2 | 3  | 33 | −30 |

| 8 août 1932 | Inde                                         | 11 - 1 | Japon       |  |  |
|             | Roop Singh (3) Kullar (3) Carr (1) Chand (4) |        | Inohara (1) |  |  |

| 8 août 1932 | Inde                                              | 24 - 1 | États-Unis     |  |  |
|             | Roop Singh (10) Kullar (5) Pinniger (1) Chand (8) |        | Boddington (1) |  |  |

## Natation
| Athlète     | Épreuve                | Séries         | Séries | Demi-finales | Demi-finales | Finale   | Finale |
| Athlète     | Épreuve                | Résultat       | Rang   | Résultat     | Rang         | Résultat | Rang   |
| ----------- | ---------------------- | -------------- | ------ | ------------ | ------------ | -------- | ------ |
| Nalin Malik | 400 mètres nage libre  | 23 min 52 s 40 | 4e (E) | NC           | NC           | NC       | NC     |
| Nalin Malik | 1500 mètres nage libre | 5 min 59 s 00  | 4e (E) | NC           | NC           | NC       | NC     |